# Chris McGuiness
Christopher Ryan McGuiness (né le 11 avril 1988 à Charleston, Caroline du Sud, États-Unis) est un joueur de premier but de baseball qui joue en 2013 avec les Rangers du Texas.

## Carrière
Chris McGuiness est drafté au 13e tour de sélection par les Red Sox de Boston en 2009.
Le 31 juillet 2010, alors qu'il joue toujours en ligues mineures, McGuiness et le lanceur droitier Román Méndez, lui aussi dans les mineures, sont transférés aux Rangers du Texas en retour des receveurs Jarrod Saltalamacchia et Michael Thomas,.
McGuiness fait ses débuts dans le baseball majeur avec Texas le 7 juin 2013. Il réussit son premier coup sûr au plus haut niveau le 9 juin, aux dépens du lanceur Josh Johnson des Blue Jays de Toronto. Il obtient 6 coups sûrs en 10 matchs avec les Rangers.
Le 30 décembre 2013, Texas échange McGuiness aux Pirates de Pittsburgh contre le lanceur droitier Miles Mikolas. Il joue en ligues mineures avec un club affilié aux Pirates en 2014, puis avec un club-école des Phillies de Philadelphie en 2015.